# FNV Bondgenoten
FNV Bondgenoten was een Nederlandse vakbond die deel uitmaakte van de Federatie Nederlandse Vakbeweging (FNV).
Bondgenoten was van 1998 tot 2014 de grootste FNV-bond en was een democratische vereniging van werknemers en uitkeringsgerechtigden in de sectoren industrie, dienstverlening, handel, metaal, vervoer en voeding. De vakbond telde in 2013 455.734 leden en kwam voort uit een fusie van vier andere vakbonden: Voedingsbond FNV, Vervoersbond FNV, Industriebond FNV en FNV Dienstenbond. Op 1 januari 2015 ging de vakbond op in de ongedeelde FNV. 
De sectoren waarin FNV Bondgenoten actief was waren Agrarisch & Groen, Dienstverlening, Handel, Industrie, ICT, Metaal, Vervoer en Uitkeringsgerechtigden & Ouderen. Ook was FNV Bondgenoten betrokken bij de cao voor uittzendkrachten.
Het hoofdkantoor was gevestigd in Utrecht en FNV Bondgenoten had regiokantoren in Groningen, Deventer, Utrecht, Amsterdam, Rotterdam en Weert.
FNV Bondgenoten had twee hoofdtaken:
- Collectieve belangenbehartiging (cao's afsluiten, deelname in ondernemingsraden, pensioenen beheren, etc.)
- Individuele belangenbehartiging (ledenservice, rechtsbijstand, etc.)

## Publicaties
Het blad FNV.B Magazine kwam in januari 2011 in de plaats voor twee tijdschriften voor de leden van FNV Bondgenoten:
- DUS: Tijdschrift over werk en inkomen, een uitgave voor alle leden. Het verscheen zes keer per jaar en verscheen ook als Daisy, voor blinden en slechtzienden.
- FNV Pers gaf B.Kader uit, een uitgave voor de kaderleden van FNV Bondgenoten. Het verscheen zes keer per jaar.